# EXPressor
EXPressor —  программа представляет собой систему защиты от несанкционированного копирования исполняемых файлов Windows, а также высокопроизводительный упаковщик для PE файлов.

## Описание
По заявлению разработчиков, встроенный компрессор может сжимать файлы с расширением *.exe, *.net, *.dll, *.ocx и *.scr на половину от их первоначального размера. После сжатия, файлы сохраняют полную работоспособность. 
Встроенный протектор защищает приложения от непрофессионального реверс-инжиниринга и злоумышленников, с лёгкостью создает регистрационные ключи или пробную версию программы.

## Возможности
- Высокая степень сжатия файлов с помощью алгоритма LZMA (до 70 %).
- Многоуровневые упаковки.
- Позволяет создать резервную копию файла (BAK файл) перед началом упаковки для каждого файла.
- Поддержка упаковки как 32/64-разрядных PE файлов.
- Поддержка упаковки Windows Mobile файлов.
- Полноценная настройка ресурсов сжатия. По желанию пользователя упаковщик допускает возможность оставить несжатыми любые данные из файла (к примеру, иконки, курсоры или другие ресурсы).
- Защита паролем.
- Создание приложений с ограниченной функциональностью.
- Процедура проверки целостности приложений.
- API для взаимодействия приложений и процедур защиты.
- Противодействие отладчикам и дизассемблерам.
- Создание регистрационных ключей с помощью RSA шифрования.
- Противодействие сброса памяти приложений.
- Интеграция с оболочкой Windows, поддержка командной строки, сохранение файла проекта и многое другое.

## Недостатки
- Закрытый исходный код (доступен для покупки).
- Отсутствие кроссплатформенности.
- Незарегистрированная версия работает 60 дней.